# Площадь Александра Поляка
Пло́щадь Александра Поляка (укр. пло́ща Олександра Поляка) — площадь в Вознесеновском районе города Запорожья. Расположена на пересечении проспекта Соборного (ранее пр. Ленина) и улицы 12 апреля.

## История
Раньше самой площади как таковой не было. По обе стороны проспекта располагались стоянки автомобилей.
При формировании пространства в виде площади, она получила название «12 апреля», в честь Дня космонавтики.
Реконструкция площади началась после избрания Александра Поляка городским головой Запорожья. В ходе реконструкции на площади было добавлено два фонтана.
В 2003 году Александр Поляк скоропостижно скончался от инфаркта. За весомый вклад в развитие города решением городского совета ему посмертно было присвоено звание Почётного гражданина Запорожья.
В 2005 году площадь 12 Апреля получила имя Поляка и на ней был открыт барельеф в память о городском голове. В 2017 году бронзовый барельеф был похищен и в 2018 году восстановлен в другом материале и без внешнего сходства с оригиналом.
С площади открывается приятный вид на Соборный проспект вниз, благодаря чему она является популярным местом для фотографов, в том числе, свадебных кортежей.